# Killkiss
Killkiss (Eigenschreibweise KiLLKiSS) ist ein Lied der fiktiven Symphonic-Metal-Band Ave Mujica. Es erschien als Single-Veröffentlichung am 15. Januar 2025 über dem japanischen Musiklabel Bushiroad Music und fungiert als musikalische Untermalung der Vorspannsequenz zur Anime-Fernsehserie BanG Dream! Ave Mujica, die ebenjene Gruppe in den Fokus der Geschichte rückt.
Das Werk erreichte Notierungen in den japanischen Musikcharts von Oricon und Billboard Japan.

## Hintergrund und Veröffentlichung
Die Veröffentlichung der Single KiLLKiSS wurde am 18. Oktober 2024, fünf Tage nach ihrem vierten Konzert, offiziell für den 15. Januar 2025 angekündigt. Diese erschien in einer regulären Version und einer limitierten Ausgabe, welche eine zusätzliche Blu-ray-Disc mit sich bringt. Auf dieser ist ein kompletter Mitschnitt ihres Konzertes „Veritas“ enthalten. In der Bekanntmachung hieß es, dass das Lied als musikalischer Vorspann für die Anime-Fernsehserie BanG Dream! Ave Mujica fungiert, der am 2. Januar 2025 im japanischen Fernsehen startete. Sowohl der regulären als auch der limitierten CD-Version lag je eine von fünf Karten bei, die die fiktiven Mitglieder Ave Mujicas zeigen.
Als Coupling-Track ist das Lied Georgette Me, Georgette You auf der physischen und digitalen Singleveröffentlichung zu finden, dessen Liedausschnitt in gleicher Anime-Produktion im Abspann zu hören ist.

## Entstehung

### Komposition und Liedtext
Komponiert wurde das Lied von Diggy-MO', einem ehemaligen Mitglied der HipHop-Gruppe Soul’d Out, in Zusammenarbeit mit Aqua-Timez-Gitarrist Daisuke Hasegawa, während der Liedtext von Diggy-MO' alleine geschrieben wurde. Laut Musicstax ist die Tonart des Liedes E-Moll. Es weißt einen 4⁄4-Takt und eine Geschwindigkeit von 100 Bpm auf. Nach Musikproduzent Hiroki Matsumoto handelt es sich bei KiLLKiSS um ein schnelles Musikstück mit einem „Killerriff“ und einem „hervorragenden orchestralen“ Part.
Der Liedtext ist überwiegend in japanischer Sprache gehalten und enthält vereinzelte englischsprachige Textpassagen.

### Produktion und Aufnahme
Produziert wurde das Werk von Hiroki Matsumoto im Studio Mech, Sound City, Tokio. Das Mixing übernahm Koichi Hara im Fennel Studio in Shibuya. Für das Mastering zeigte sich Hiromichi „Tucky“ Takiguchi verantwortlich. Der Masteringprozess fand in dessen eigenem Studio statt.
Das Gesangs-Arrangement übernahm Diggy-MO'; Daisuke Hasagewa das Instrumenten-Arrangement mit Ausnahme der Streichinstrumente. Dieses wurde von Takumi Sogi realisiert.
In einem Interview mit Yota Tokuda für die Plattform Real Sound berichteten Produzent Hiroki Matsumoto und Sängerin Rico Sasaki unter anderem über den Aufnahmeprozess des Liedes. So gab Sasaki preis, am ersten Tag der Gesangsaufnahmen ihren Terminplan ändern zu müssen, um nicht in Zeitdruck zu geraten. Auch berichtete sie, während den Aufnahmen zeitweise nervös gewesen zu sein und Halsprobleme gehabt zu haben.

### Mitwirkende
Die an der Entstehung des Werkes beteiligten Personen wurden dem Begleitheftchen der Single sowie von der Video Game Music Database entnommen.
| Ave Mujica - Rico Sasaki (Uika „Doloris“ Misumi) – Gesang, Leadgitarre - Yuzuki Watase (Mutsuki „Mortis“ Wakaba) – Rhythmusgitarre - Mei Okada (Umiri „Timoris“ Yahata) – E-Bass - Kanon Takao (Sakiko „Oblivionis“ Togawa) – Keyboard - Akane Yonezawa (Nyamu „Amoris“ Yūtenji) – Schlagzeug Gastmusiker - Daisuke Kadowaki – 1. Violine - Kano Tajima – 1. Violine - Daisuke Yamamoto – 2. Violine - Makiko Tomokiyo – 2. Violine - Yuko Kajitani – Bratsche - Hikari Takahashi – Bratsche - Toshiyuki Muranaka – Cello - Yu Miyao – Cello - Atsushi Kuramochi – Kontrabass Musik - Diggy-MO' – Komposition, Songwriting, Gesangs-Arrangement (2) - Daisuke Hasegawa – Komposition, Arrangement, Gitarren-Arrangement - Takuma Sogi – Arrangement (Streichinstrumente) - Koji Matsuzaka – Komposition (2), Arrangement (2) - Ryūhei Kinoshita – Bass-Arrangement - Kenzo Ueki – Drum-Arrangement | Produktion - Hiroki Matsumoto – Produzent, Regie (Blu-ray) - Kochi Hara – Mixing - Hiromichi „Tucky“ Takiguchi – Mastering - Eri Handa – Package Design Coordination - Shunsaku Hirai – Technischer Supervisor Technisches - Aufnahmestudio – Studio Mech, Sound City - Mixingstudio – Fennel Studio - Masteringstudio – Tucky’s Mastering - Package Design – Rokushiki Co., Ltd. - Illustration – こもりひっき |

## Titelliste der Singleveröffentlichung
| Nr.                 | Titel (Original)            | Komponisten                 | Songwriter          | Länge |
| ------------------- | --------------------------- | --------------------------- | ------------------- | ----- |
| 01                  | KiLLKiSS                    | Daisuke Hasegawa, Diggy-MO' | Diggy-MO'           | 3:28  |
| 02                  | Georgette Me, Georgette You | Kōji Matsuzaka, Diggy-MO'   | Diggy-MO'           | 3:54  |
| 03                  | KiLLKiSS                    | Hasegawa, Diggy-MO'         | Instrumentalversion | 3:28  |
| 04                  | Georgette Me, Georgette You | Matsuzaka, Diggy-MO'        | Instrumentalversion | 3:54  |
| Gesamte Spiellänge: | Gesamte Spiellänge:         | Gesamte Spiellänge:         | Gesamte Spiellänge: | 14:44 |

## Mediale Nutzung
KiLLKiSS ist als musikalische Untermalung in der Vorspannsequenz der Anime-Fernsehserie BanG Dream! Ave Mujica zu hören, während ein Ausschnitt des Coupling-Tracks Georgette Me, Georgette You im Serienabspann genutzt wurde. In der ersten Folge der Animeserie, Sub Rosa, ist KiLLKiSS in voller Länge zu hören. Die entsprechende Szene wurde vom offiziellen YouTube-Kanal des Franchises als Anime Music Video auf YouTube hochgeladen. Einen Tag nach der Ausstrahlung der Pilotfolge im japanischen Fernsehen wurde ein offizielles Musikvideo veröffentlicht, dass die reale Band bei einem Live-Auftritt zeigt.
KiLLKiSS ist im Smartphone-Rhythmusspiel BanG Dream! Girls Band Party! in mehreren Schwierigkeitsstufen spielbar. Zudem existieren User-generierte Beatmaps zu dem Lied für das Spiel osu!.

## Erfolg

### Besprechungen
Lesley Aeschliman beschrieb KiLLKiSS als ein peppiges J-Pop-Lied, der sich eher im J-Rock-Bereich aufhält und einen gothic-artigen Beginn aufweist. Aeshliman beschrieb das musikalische Arrangement als ziemlich eingängig und führte aus, dass das Lied das Interesse des Zuschauers für die Animeserie wecken könne. Fans des BanG-Dream!-Franchises dürften den größten Gefallen an dem Stück finden, wobei es auch für Fans von J-Pop mit härteren Klängen ansprechend sein könne.
Bezogen auf die Nutzung des Liedes in der Vorspannsequenz der Anime-Fernsehserie BanG Dream! Ave Mujica schrieb Agnes Nguyen in ihrer Rezension zu den ersten Folgen der Serie, dass diese Sequenz mit aufsehenerregenden Visuals arbeite, die für das Projekt nicht als beiläufig oder unbeabsichtigt abgeschrieben werden sollten. Laut Nguyen erinnere das Zeigen von Charaktersilhouetten an das berühmte Bad-Apple!!-Video, welches auf gleicher Ebene düster und faszinierend sei. Die Darstellung von zerbrechendem Glass könne als Metapher für das emotionale Befinden der Charaktere und das dargestellte Karussell für den Wahnsinn rund um die Band interpretiert werden.

### Kommerziell
In der ersten Verkaufswoche nach Veröffentlichung der Single wurden etwas mehr als 27.000 Tonträger verkauft, womit es auf Platz vier der heimischen Singlecharts von Oricon einstieg.

### Chartplatzierungen
Neben dem Einstieg in den offiziellen Oricon-Singlecharts positionierte sich das Lied in den Combined Singles Charts sowie in den Download-Singlecharts, die beide vom gleichen Unternehmen herausgegeben werden.
In den von Billboard Japan publizierten Billboard Japan Hot 100 erreichte KiLLKiSS mit Platz 26 seine höchste Notierung. Das Lied verblieb lediglich eine Woche lang in der Hitliste. Weitere Charteinstiege verbuchte das Werk in den Download-Song-Charts, den Hot-Animation-Charts sowie den Top-Singles-Sales-Charts.
| ChartsChartplatzierungen | Höchstplatzierung | Wochen |
| ------------------------ | ----------------- | ------ |
| Japan (Oricon)           | 4 (27 Wo.)        | 27     |

### Nominierungen
KiLLKiSS befand sich auf der Longlist für eine Nominierung in den Kategorien Best Japanese Song und Best Anime Song bei den Music Awards Japan 2025. Das Lied erhielt keine offizielle Nominierung.